# Japán kamélia

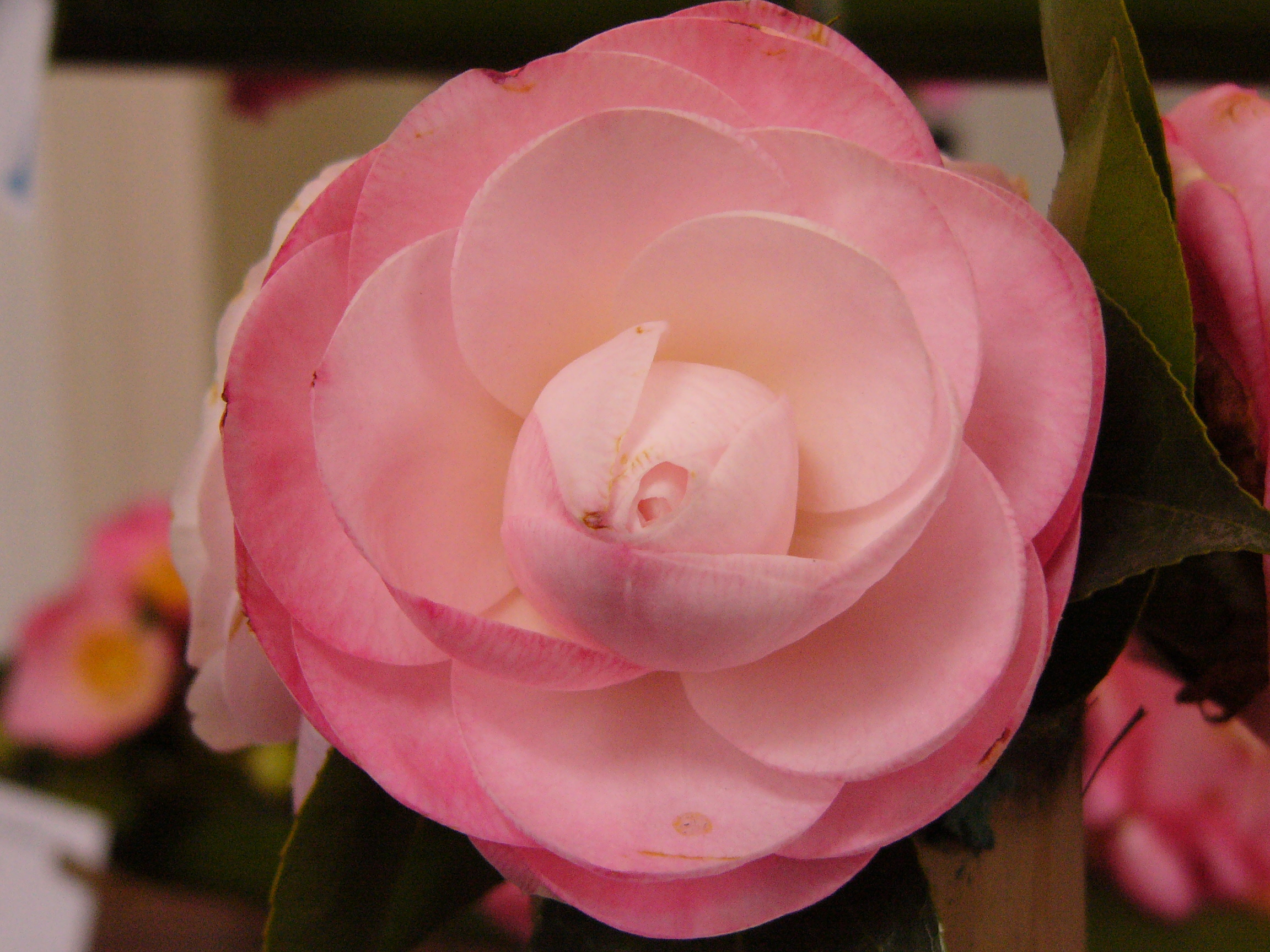
'Ella Ward Parson' kamélia virága

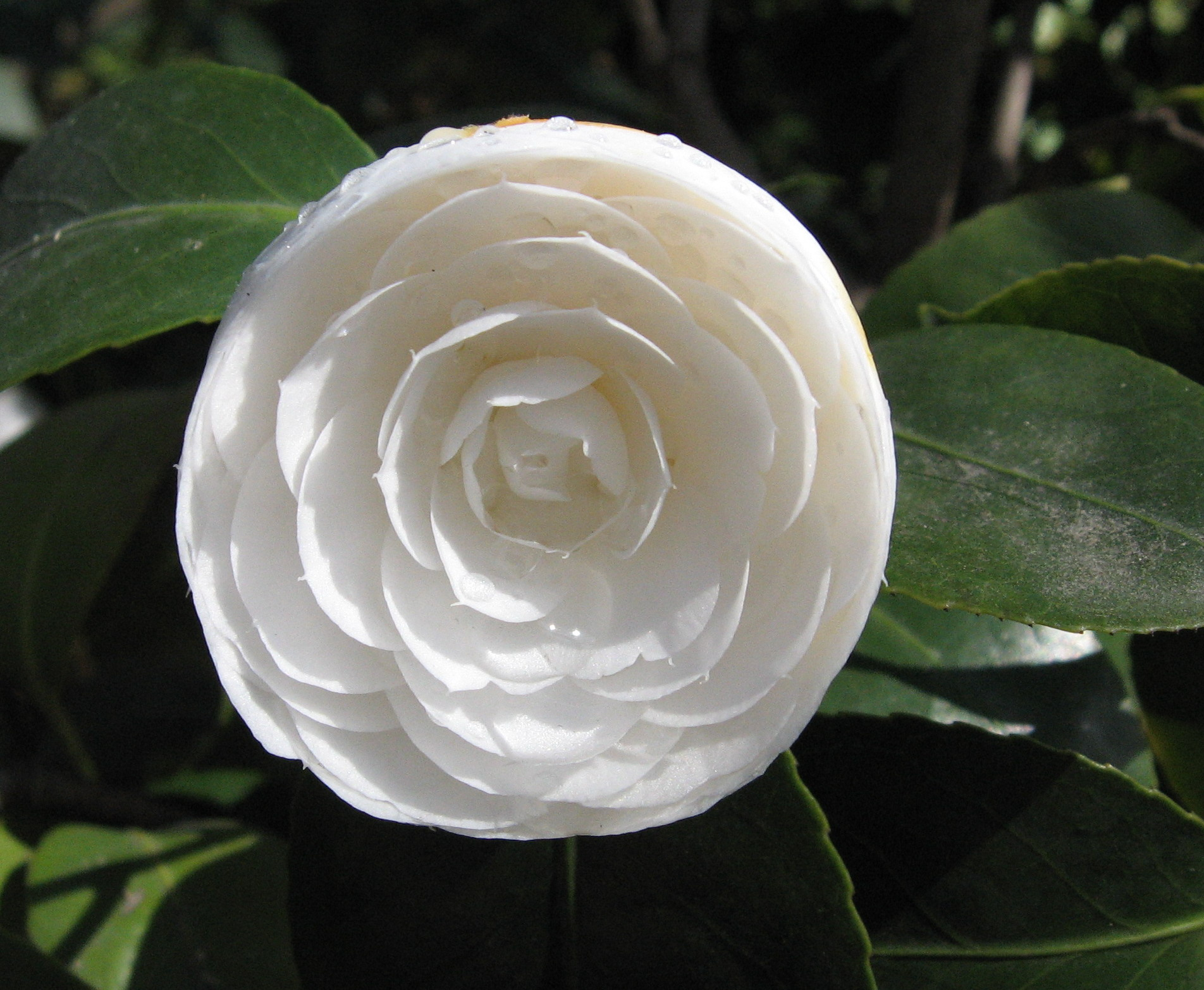
'Duchesse de Berry' kamélia virága

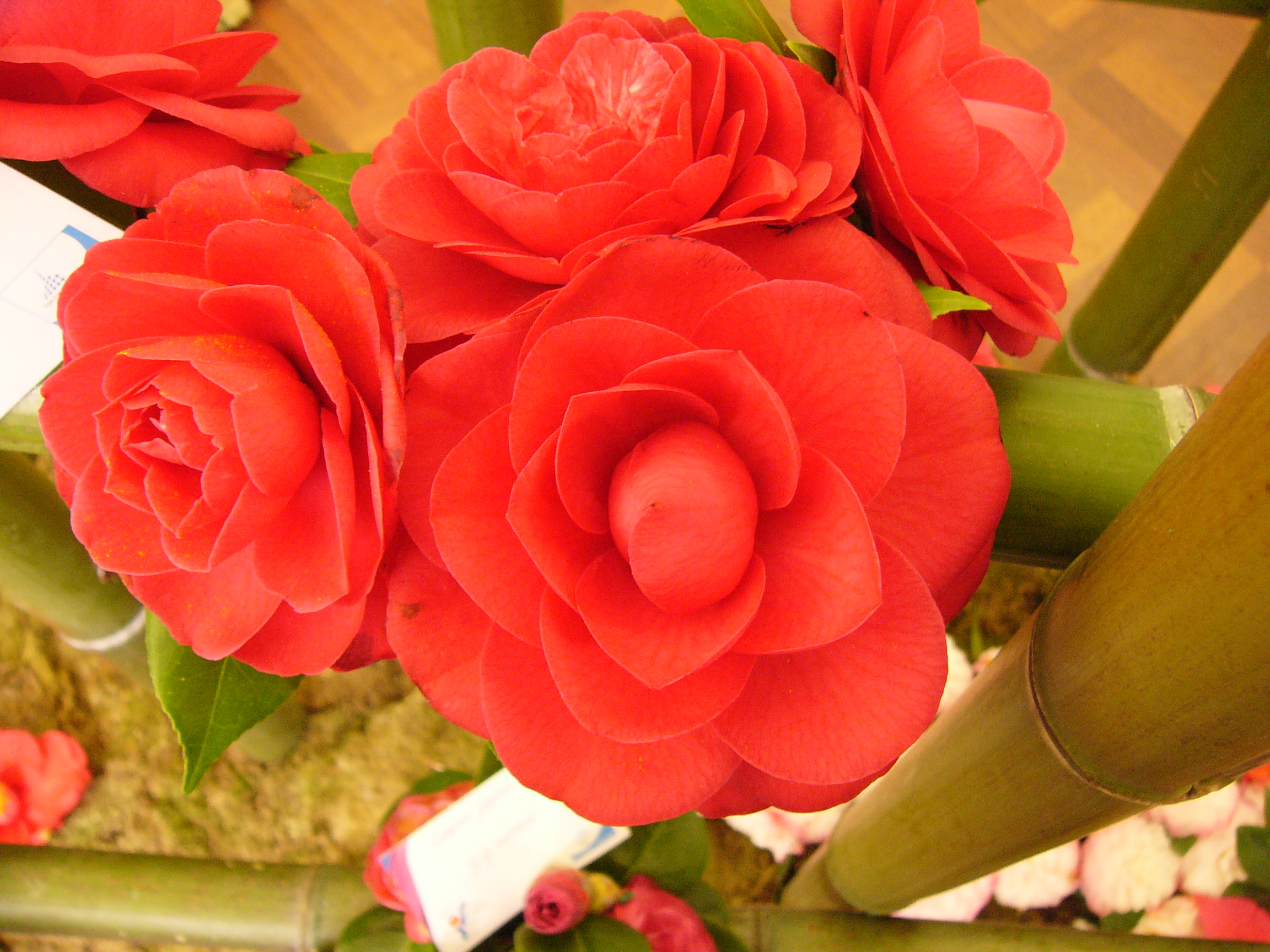
'Rubenscens Major' kamélia virága

A japán kamélia (Camellia japonica), amit a köznyelvben gyakorta egyszerűen kaméliának neveznek, a hangavirágúak (Ericales) rendjébe tartozó teafélék (Theaceae) családjába tartozó faj. Európában a 18. században „Camellia” néven vált ismertté, nevét Georg Josef Kamel morva jezsuita patikus és botanikus tiszteletére Carl von Linnétől kapta, mivel a  Távol-Keleten dolgozott.

## Származása, elterjedése
Eredeti hazája valószínűleg Kelet-Kína és a környező szigetek. Európába a 19. század elején hozták be Japánból; először Milánó és Firenze környékén ültették. Mára betelepítették számos szubtrópusi éghajlatú területre, így Madeirára is. A mérsékelt égöv hidegebb részein kedvelt szobanövény.

## Alfajok
- japán kamélia (törzsváltozat) – C. japonica subsp. japonica
- hókamélia – C. japonica subsp. rusticana

## Megjelenése, felépítése
Fás szárú örökzöld. Az eredeti („vad”) kamélia mintegy 15 méter magasra is megnő; a kertészeti változatok 2–3 méteresek. Hengeres, világosbarna, sima felszínű törzse elágazó. Ágai ferdén felállnak, koronája szétterül.
Szórtan álló levelei egyszerűek, tojásdadok. A sötétzöld, bőrnemű, fényes felületű levelek válla keskenyedik, a csúcsuk kihegyesedik. A szélük fogas, a levélnyél rövid. Erezetük szárnyas, élre futó.
Az eredeti („vad”) kamélia virága a rózsáéhoz hasonlít, szimpla, rózsaszínű; a kertészeti változatok virágai a legkülönfélébb árnyalatúak; egy-egy fán akár több szín (rózsaszín, vörös, fehér) is előfordulhat. A virág átmérője elérheti a 15 cm-t. Dupla virágú változatai is vannak.

## Életmódja, termőhelye
Vadon különféle lomberdőkben nő. A laza, savanyú, kevés szerves anyagot tartalmazó talajt, a párás levegőt kedveli; száraz helyen a leveleit rendszeresen permetezni kell. A szárazságot nem bírja. Nagyon fényigényes, de a közvetlen, tűző napot nem bírja. A hőigénye közepes, de fagyérzékeny – rövidebben szólva rendkívül érzékeny növény. Ha a dézsában nevelt kaméliát áthelyezzük vagy akár csak elforgatjuk, elhullajtja bimbóit.
Dugványról szaporítható.

## Felhasználása
Hosszú ideje dísznövényként ültetik, eközben az alapváltozatot a kisebb termetű kertészeti fajták váltották fel. Dísznövényként fő értéke, hogy szokatlan időpontban: február–márciusban (szubtrópusi éghajlaton már januártól) virágzik.

## A művészetekben
Alexandre Dumas: A kaméliás hölgy (La dame aux camélias) című regényének címszereplője rendszeresen kaméliavirágot vagy -csokrot tartott a kezében. A műből Giuseppe Verdi Traviata címmel írt operát.